# Футбол в Узбекистані

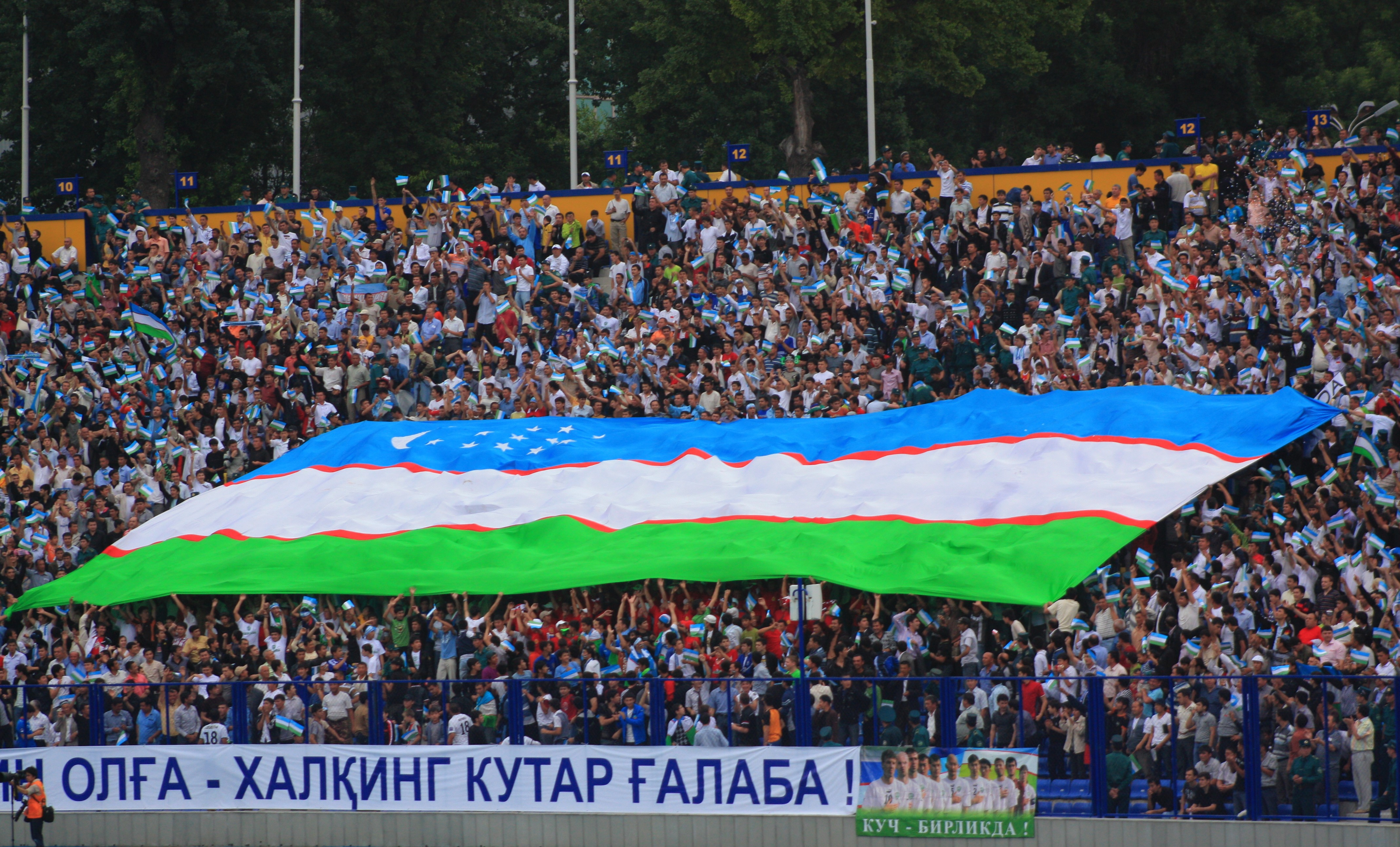
Повні трибуни стадіону «Пахтакор» на матчі з Японією

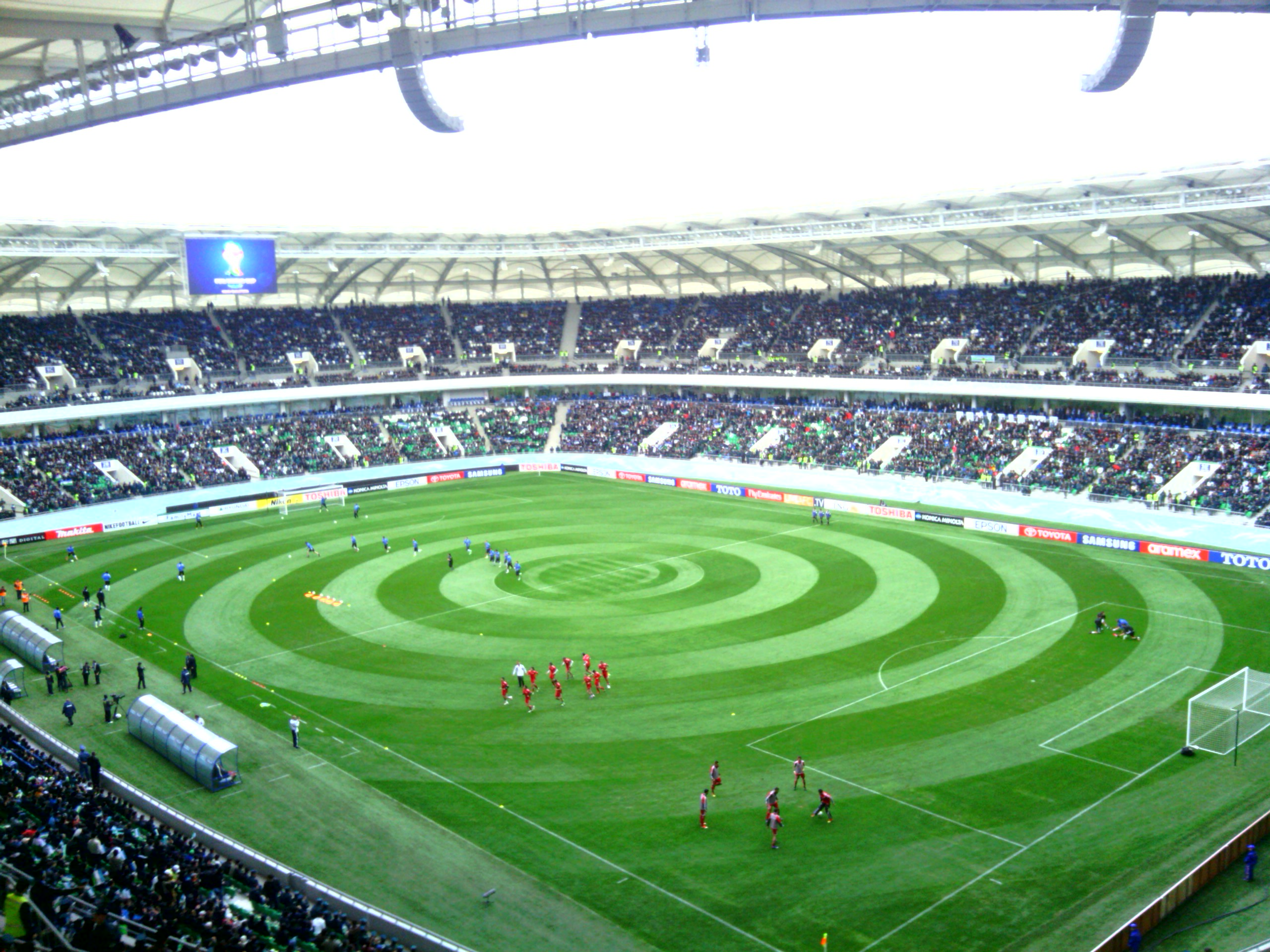
Суперсучасний стадіон Бунедкор

Футбол є одним з найпопулярніших і поширених видів спорту в Узбекистані. Головним керівним органом узбецького футболу є Футбольна асоціація Узбекистану, створена в 1946 році, яка є членом ФІФА та АФК. В системі футбольних ліг, на вершині знаходяться Суперліга (Вища Ліга) і (Про-ліга) Перша Ліга. Переможець Супер Ліги отримує титул Чемпіона Узбекистану. Крім того серед національних змагань є Кубок і Суперкубок Узбекистану, а також Кубок ПФЛ. Також футбольні клуби, що займають верхні місця в Суперлізі, отримують путівки в Лігу Чемпіонів АФК І Кубок АФК.

## Історія футболу в Узбекистані
Роком народження футболу в країні вважається 1912 рік, так як саме тоді були створені футбольні команди у Фергані і Коканді, трохи пізніше в Андижані, Ташкенті і Самарканді, і були проведені міжміські матчі. Перший Чемпіонат Ферганської долини був проведений в 1914 році, Чемпіонат Узбецької РСР почав розігруватися з 1926 року, а розіграш Кубка Узбецької РСР став проводитися з 1939 року. Найбільш успішними клубами змагань стали Збірна Ташкенту та «Сокіл» (Ташкент). Однак найуспішнішим клубом республіки був «Пахтакор», єдиний футбольний клуб з Узбецької РСР, який грав у Вищій лізі СРСР, провівши там 22 сезони.
В 1928 році вперше була створена збірна Узбекистану, яка взяла участь у Спартакіаді, в число учасників якої входили представники європейських країн. На цьому турнірі збірна Узбекистану провела свій перший міжнародний матч зі збірною робочих клубів Швейцарії і перемогла з рахунком 8:4.
Берадор Абдураїмов — найвідоміший узбецький футболіст радянського періоду. Він зіграв 358 матчів за «Пахтакор» і був найкращим бомбардиром в радянській вищій лізі в 1968 році, а також грав за збірну СРСР.
Загалом лише сім узбецьких футболістів були гравцями збірних СРСР різних вікових категороій:
| Футболіст            | Позиція     | Ігор (голів) | Роки      |
| -------------------- | ----------- | ------------ | --------- |
| Геннадій Красницький | Нападник    | 3(1)         | 1961      |
| Берадор Абдураїмов   | Нападник    | ?(?)         | 1967      |
| Юрій Пшеничников     | Воротар     | 21(0)        | 1966-1970 |
| Володимир Федоров    | Нападник    | 18(0)        | 1974-1978 |
| Васіліс Хадзіпанагіс | Півзахисник | 4(1)         | 1975      |
| Михайло Ан           | Півзахисник | 2(0)         | 1978      |
| Андрій П'ятницький   | Півзахисник | 6(2)         | 1990-1992 |

В 1991 році, вже в незалежному Узбекистані були організовані Чемпіонат Узбекистану і Кубок Узбекистану.
Найкращими узбецькими футболістами після здобуття незалежності стали Сервер Джепаров (Футболіст року в Азії 2008 і 2011), Ігор Шквірін (найкращий бомбардир Азійських ігор 1994 року), Мірджалол Касимов та Максим Шацьких. Крім того Равшан Ірматов був визнаний найкращим арбітром в Азії чотири роки поспіль (2008, 2009, 2010, 2011 та 2014 роки).

## Федерація футболу Узбекистану
Федерація футболу Узбекистану — організація, що здійснює контроль і управління футболом в Узбекистані. Штаб-квартира знаходиться в Ташкенті. Займається організацією національного чемпіонату, збірних країни, підтримкою, розвитком та популяризацією футболу в цілому. Національна футбольна федерація Узбекистану створена в 1946 році і вступила в АФК і ФІФА в 1994 році.

## Національна збірна Узбекистану

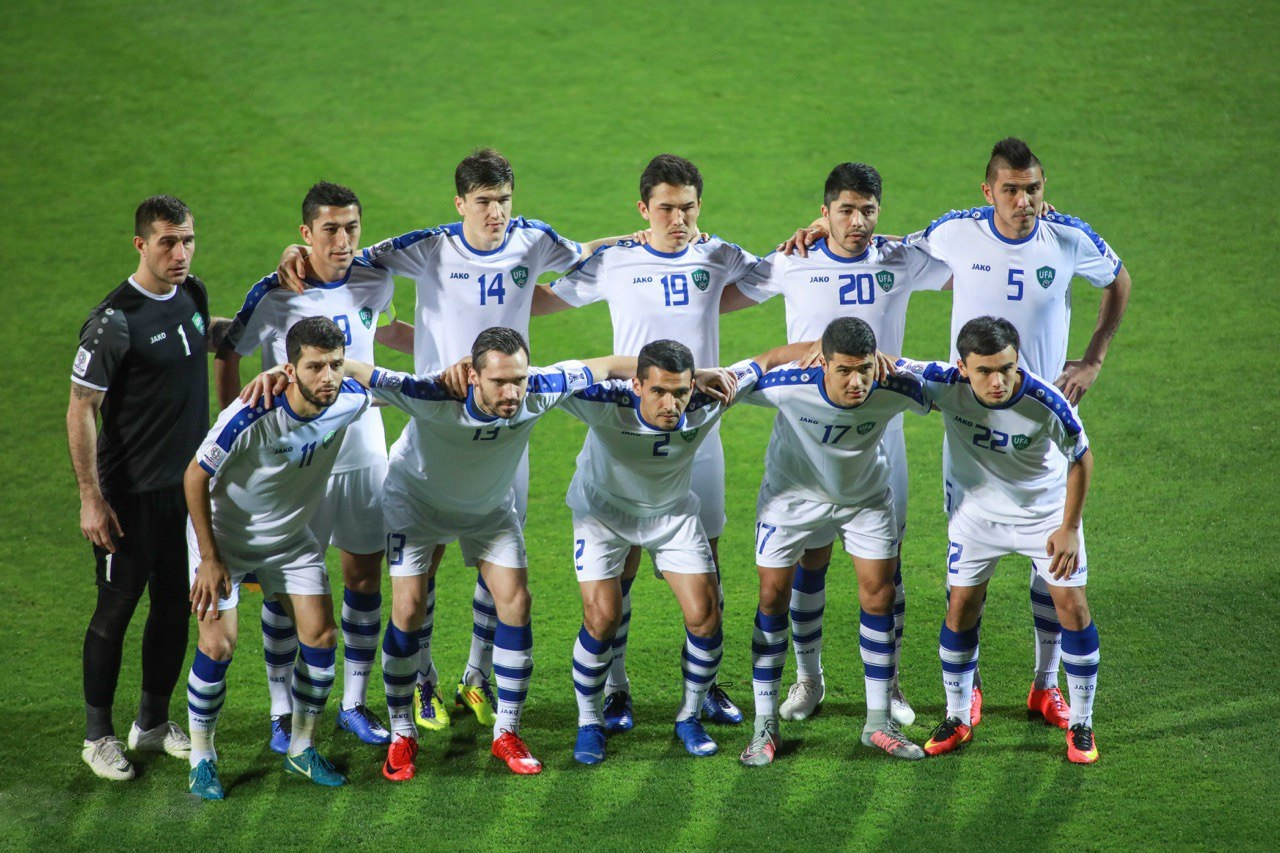
Збірна Узбекистану на Кубку Азії 2019 року.

До 1992 року збірна Узбекистану збиралася нерегулярно з різними обмеженнями і провела близько 80 матчів на Спартакіадах СРСР, а також брала участь в товариських іграх.
Збірна Узбекистану нового скликання свої перші матчі провела в 1992 році. Ці матчі офіційно зареєстровані ФІФА на основі того, що збірній Узбекистану було дозволено з 1992 року брати участь в турнірах, що проводяться під егідою ФІФА. У 1992 році відбувся перший розіграш Кубка Центральної Азії, ініційований ФІФА.
17 червня 1992 року в столиці Таджикистану Душанбе, збірна Узбекистану провела свій перший офіційний матч проти збірної Таджикистану, і зіграла внічию з рахунком 2:2.
У 1994 році збірна Узбекистану вперше брала участь у великому міжнародному турнірі — Азійських іграх, що проходили в японському місті Хіросіма, і в дебютному сезоні вийшла у фінал, де проти нього грала збірна Китаю. Вигравши 4:2, збірна Узбекистану стала переможцем Азійських ігор.
Також збірна Узбекистану регулярно бере участь в Кубку Азії, найкращим результатом Узбекистану в Кубку Азії є четверте місце в Кубку Азії 2011 року.

## Ліги та кубки

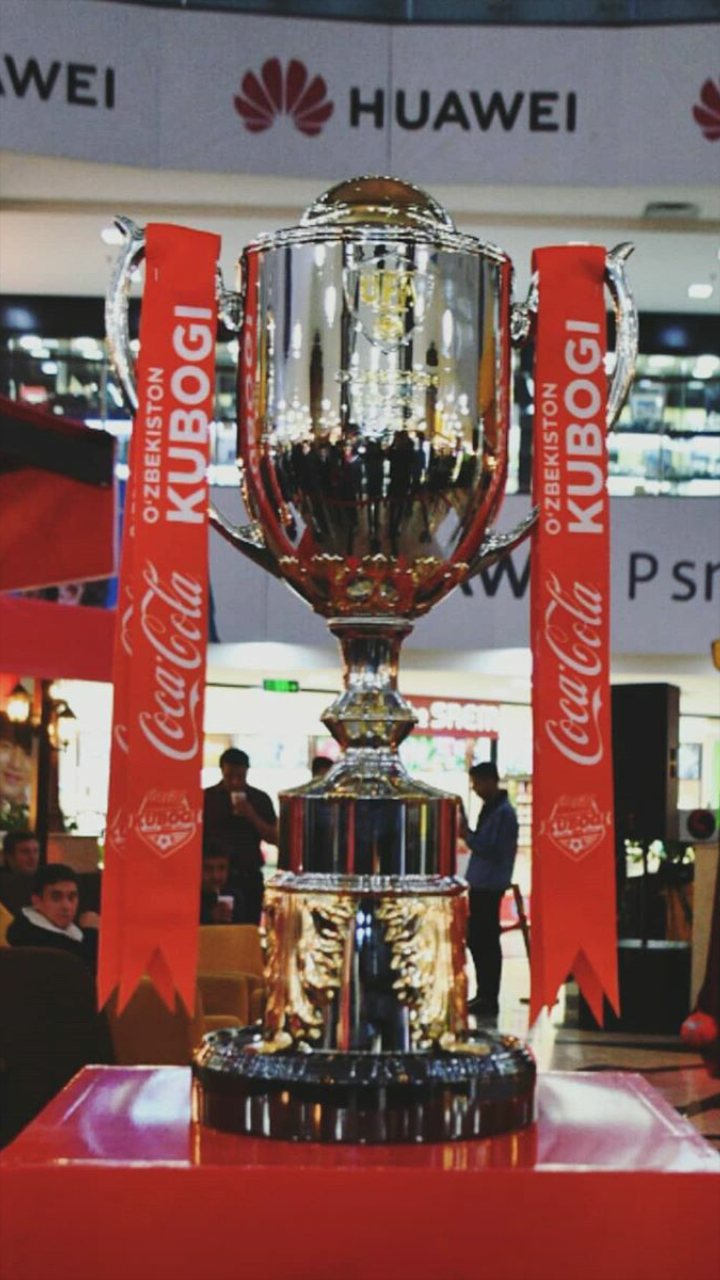
Кубок Узбекистану

В системі футбольних ліг, на вершині знаходяться Суперліга і Про-ліга. Переможець Суперліги отримує титул Чемпіона. Крім того, серед національних кубкових змагань, є Кубок Узбекистану. Футбольні клуби, які посіли верхні місця в Суперлізі, отримують путівки в головний клубний турнір в Азії — Ліга чемпіонів АФК.

## Клуби на міжнародній арені
Клуби Узбекистану регулярно та успішно виступають у головних клубних турнірах Азії — Лізі чемпіонів АФК і Кубку АФК.
У сезоні 1994/95 ферганський «Нефтчі» зайняв 3 місце в Кубку азійських чемпіонів. У сезоні 1999/00 наманганський «Навбахор» став четвертим в Кубку володарів кубків. В різних роках «Насаф», «Пахтакор» і «Бунедкор» входили в четвірку найкращих клубів Ліги чемпіонів АФК.
Найгучнішого успіху домігся каршинський «Насаф», в 2011 році вигравши Кубок АФК.

## Стадіони Узбекистану
| Стадіон          | Місто     |
| ---------------- | --------- |
| Стадіон Бунедкор | Ташкент   |
| Стадіон Пахтакор | Ташкент   |
| Джар             | Ташкент   |
| Локомотив        | Ташкент   |
| Істіклол         | Фергана   |
| Динамо           | Самарканд |
| Бухара Арена     | Бухара    |
| Марказій Карші   | Карші     |
| Стадіон Хорезм   | Ургенч    |